# Cieszków (gmina)
Cieszków – gmina wiejska w województwie dolnośląskim, w powiecie milickim. W latach 1975–1998 gmina położona była w województwie wrocławskim.
Siedziba gminy to Cieszków.
Według danych z 30 czerwca 2004 gminę zamieszkiwało 4656 osób. Natomiast według danych z 31 grudnia 2017 roku gminę zamieszkiwały 4663 osoby.
Według danych z 30 czerwca 2020 roku gminę zamieszkiwało 4660 osób.

## Struktura powierzchni
Według danych z roku 2002 gmina Cieszków ma obszar 100,67 km², w tym:
- użytki rolne: 59%
- użytki leśne: 32%

Gmina stanowi 14,08% powierzchni powiatu.

## Demografia

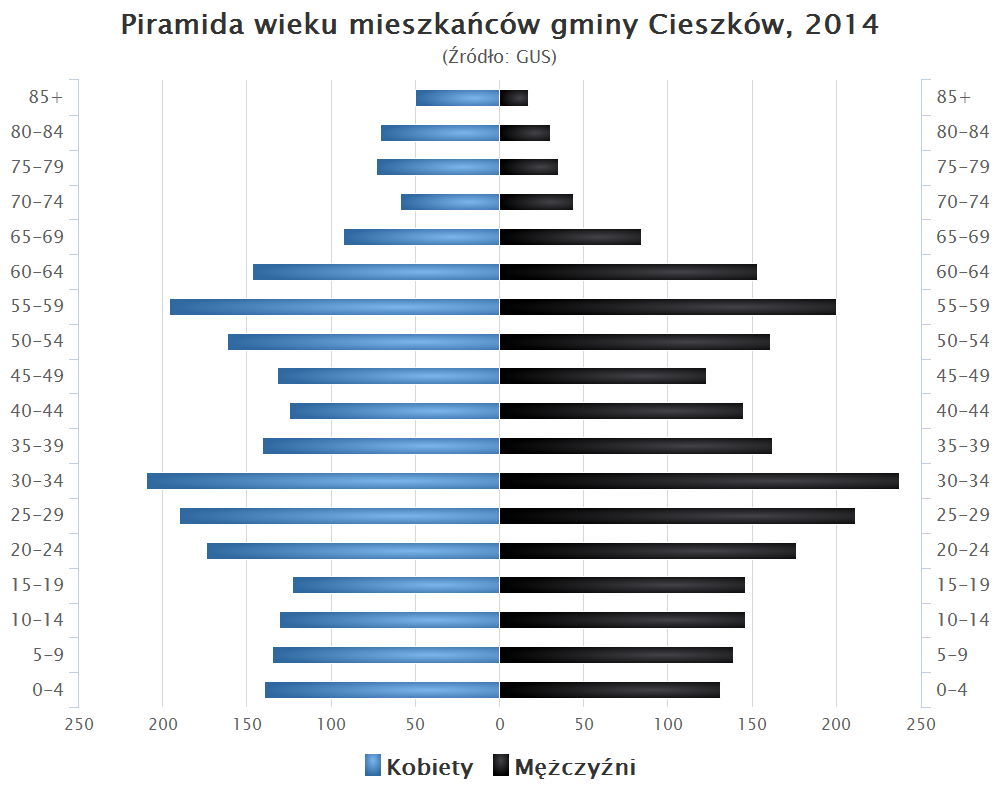
Piramida wieku mieszkańców gminy Cieszków w 2014 roku

Dane z 30 czerwca 2004:
| Opis                              | Ogółem | Ogółem | Kobiety | Kobiety | Mężczyźni | Mężczyźni |
| --------------------------------- | ------ | ------ | ------- | ------- | --------- | --------- |
| jednostka                         | osób   | %      | osób    | %       | osób      | %         |
| populacja                         | 4656   | 100    | 2363    | 50,8    | 2293      | 49,2      |
| gęstość zaludnienia (mieszk./km²) | 46,3   | 46,3   | 23,5    | 23,5    | 22,8      | 22,8      |

## Sołectwa
Biadaszka, Brzezina, Cieszków, Dziadkowo, Góry, Guzowice, Jankowa, Jawor, Nowy Folwark, Pakosławsko, Rakłowice, Sędraszyce, Słabocin, Trzebicko, Ujazd, Wężowice, Zwierzyniec.
Pozostałe miejscowości: Antonin, Cieszków (osada), Dziadkowo (osada), Grzebielin, Konradówko, Pustków, Siemianów, Trzebicko Dolne, Zabornia, Zagajniki.

## Pozostałe miejscowości
Grzebielin, Pustków, Trzebicko Dolne, Niezamyśl (Trzebicko-Piaski), Zymanów.

## Sąsiednie gminy
Jutrosin, Milicz, Sulmierzyce, Zduny